# Merbitz (Wettin-Löbejün)

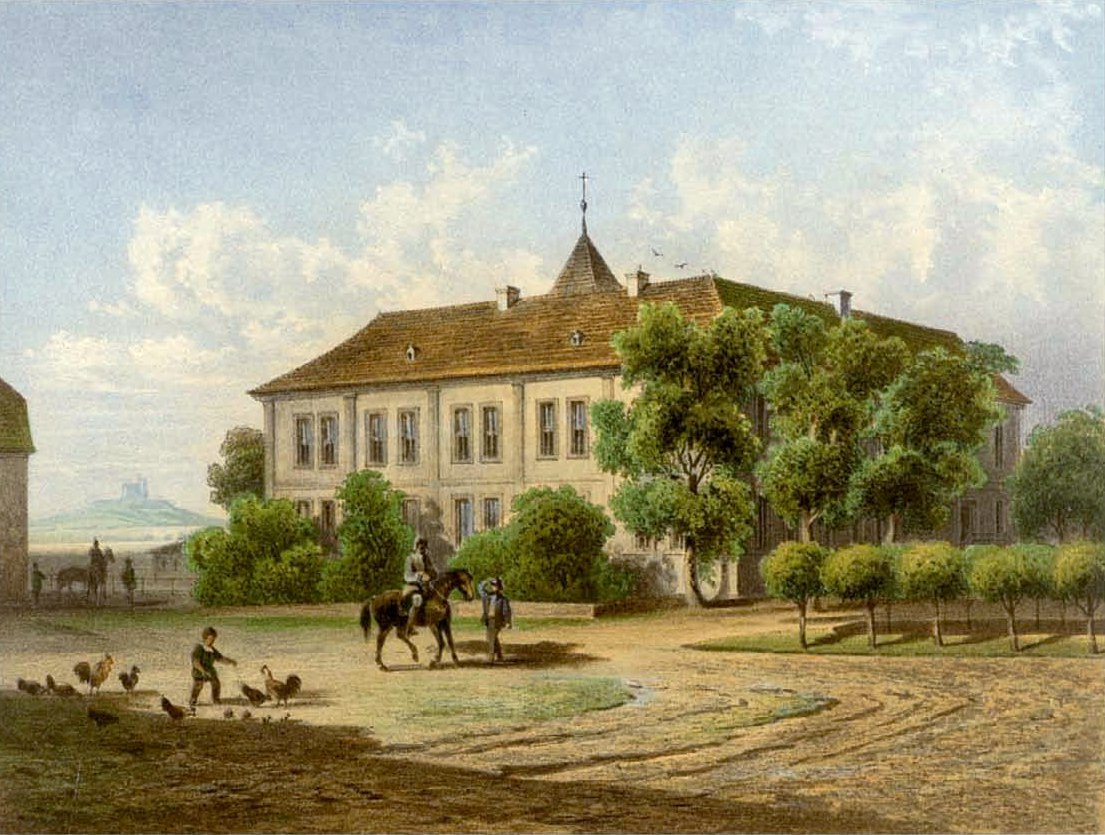
Rittergut Merbitz, Lithografie von Alexander Duncker um 1859/60

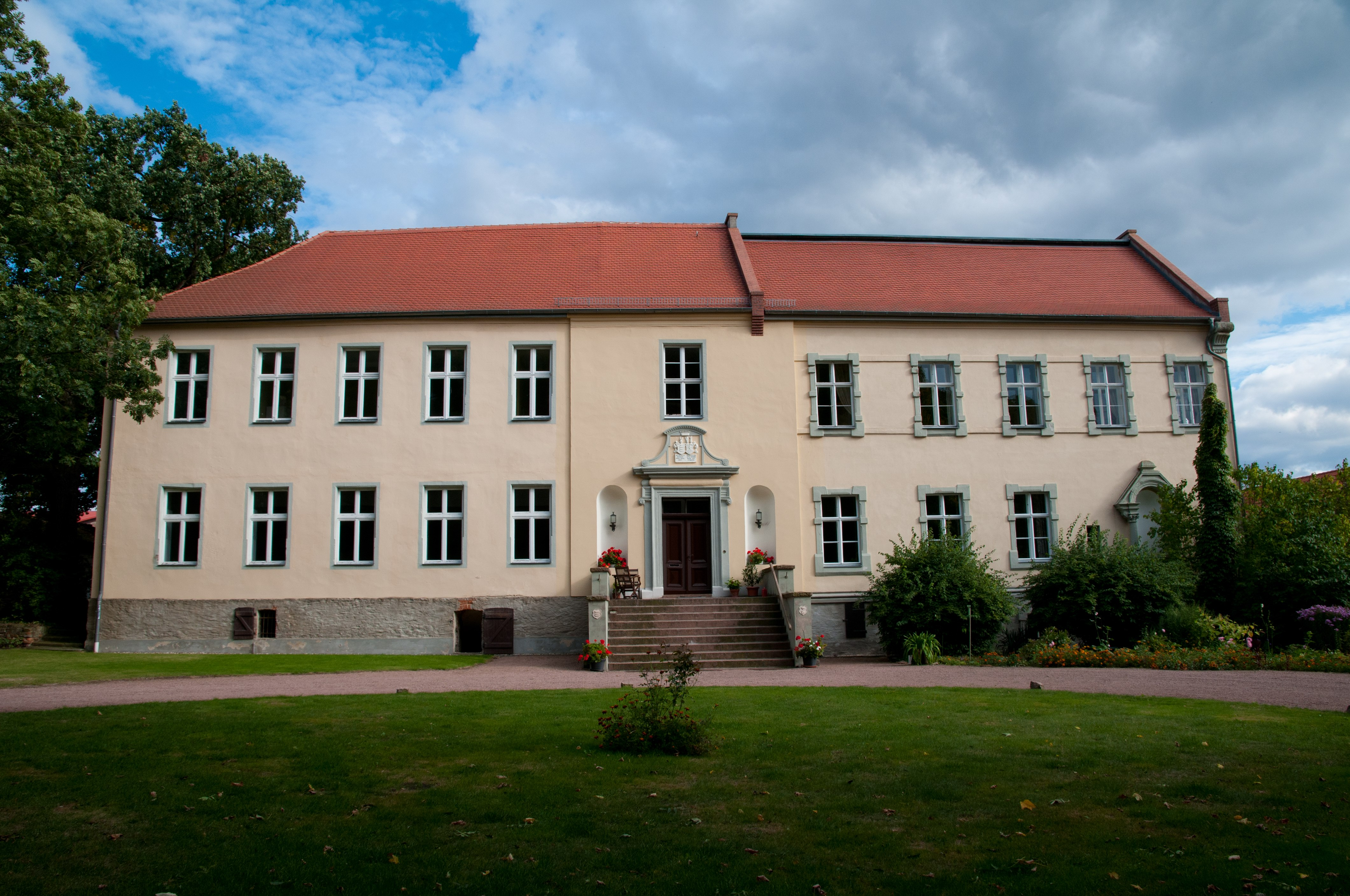
Herrenhaus Merbitz heute

Merbitz ist ein Ortsteil der Ortschaft Nauendorf der Stadt Wettin-Löbejün im Bundesland Sachsen-Anhalt. Er hat ca. 600 Einwohner.

## Geografische Lage
Merbitz liegt etwa 15 km nördlich von Halle (Saale) westlich des Petersberges. Bei Kleinmerbitz entspringt die Götsche, ein rechter Nebenfluss der Saale.

## Geschichte
Seine erste Erwähnung findet Merbitz (damals Merwitz) als Kirchdorf von Niendorp (Nauendorf) im Jahre 1264 im Zusammenhang mit der Familie von Merwitz/Merbitz. Die Besiedlung wurde durch Gut und die Götschequelle wesentlich begünstigt. Nach dem Aussterben der Familie von Merwitz im 15. Jahrhundert belehnte der Erzbischof von Magdeburg die in der Gegend reich begüterte Familie von Schlegel. 1594 wurde der Besitz von Vollrat von Krosigk (1543–1597) gekauft. Was er dabei an Haus, Hof oder festen Gebäuden übernahm, ist unbekannt. Als gesichert kann gelten, dass der heutige Kirchturm zum damaligen Zeitpunkt schon lange als Wehrturm existierte und dass an ihn ein kleiner Teil des heutigen Hauses und ein Kirchenschiff angebaut waren. Genauere Unterlagen über die Entstehung des Hauses gibt es nicht mehr. Offensichtlich wurde an den Wehrturm auf bereits vorhandenen Fundamenten ein Haus angebaut, und zwar von Vollrats Enkel Matthias von Krosigk (1616–1697) und dessen Sohn Anton Ludolph (1667–1737). An den unterschiedlichen Baustilen ist zu erkennen, dass es eine ganze Reihe von Bauphasen gegeben haben muss. Das Gut dominierte von jeher den Ort und war bis 1992 der größte Arbeitgeber für die Dorfbevölkerung. Inzwischen wurde es wieder von der Familie von Krosigk zurückerworben und saniert.
Durch die Angliederung des Erzstifts Magdeburg an Preußen gehörte Merbitz ab 1680 zum Saalkreis des brandenburg-preußischen Herzogtums Magdeburg. Um 1750 standen auf der ehemals wüsten Dorfstätte Geest (auch Geistanger genannt), dem heutigen Kleinmerbitz, die Hütten von sieben Häuslern. Mit dem Frieden von Tilsit wurden Merbitz und Geest (Kleinmerbitz) im Jahr 1807 dem Königreich Westphalen angegliedert und dem Distrikt Halle im Departement der Saale zugeordnet. Sie gehörten zum Kanton Löbejün. Nach der Niederlage Napoleons und dem Ende des Königreichs Westphalen befreiten die verbündeten Gegner Napoleons Anfang Oktober 1813 den Saalkreis. Bei der politischen Neuordnung nach dem Wiener Kongress 1815 wurden Merbitz und Kleinmerbitz im Jahr 1816 dem Regierungsbezirk Merseburg der preußischen Provinz Sachsen angeschlossen und dem Saalkreis zugeordnet. Um 1815 war Bernd Friedrich von Krosigk (1762–1825) Grundbesitzer in Merbitz, dann sein Sohn der Rittmeister Karl von Krosigk.
1873 hatte Merbitz 270 Einwohner und zum Gut gehörte eine Zuckerfabrik, hier arbeiteten bis zu 120 Mitarbeiter. Besitzer von Merbitz zu jener Zeit waren Vollrath von Krosigk-Merbitz (1831–1887), gefolgt vom Majoratsherrn Fritz von Krosigk (1868–1894).
Ende des 19. Jahrhunderts war der Generalmajor a. D. Bernhard Friedrich von Krosigk mit Hauptwohnsitz in der Garnisonsstadt Fürstenwalde bei Berlin Gutsherr auf Merbitz. Der Offizier war mit Margarete von Leyser liiert. Anfang der 1920er Jahre umfasste Gut Merbitz 346 ha. Gutserbe war ihr Sohn Ernst Karl von Krosigk (1875–1935), Ehrenritter des Johanniterordens, zuletzt Major a. D. und mit Wilhelmine Marie Engelhardine Elisabeth Ernestine Gräfin von Wolkenstein-Trostburg (1883–1964) verheiratet. Das Ehepaar adoptierte 1933 per Vertrag zu Merbitz und amtsgerichtlich 1934 in Löbejün den Vetter Claus von Krosigk-Hohenerxleben (1932–2016), der dann auch den Besitz Merbitz erbte. Denn nach dem Genealogischen Handbuch des Adels lebten die Nachfahren des nicht erbberechtigten Merbitzer Anverwandten Heinrich von Krosigk (1849–1899) sämtlich in den USA. Claus von Krosigk erwarb mit seiner Frau 1993 Bereiche der alten Ländereien zurück und sanierte das Gutshaus, 2000 fand der gesamte Familientag der Adelsfamilie hier statt.
Am 20. Juli 1950 wurde die Gemeinde Merbitz nach Nauendorf eingemeindet. Seit dem 1. Januar 2011 gehören Merbitz und Kleinmerbitz zur neu gebildeten Stadt Wettin-Löbejün.
Die Gutskirche Merbitz ist ein Projekt der Stiftung zur Bewahrung kirchlicher Baudenkmäler in Deutschland.

## Verkehrsanbindung
Die A 14, die von Leipzig nach Magdeburg führt, verläuft wenige Kilometer westlich und südlich des Orts. Die nächste Abfahrt ist „Halle-Trotha“. Der nächstgelegene Bahnhof befindet sich in Nauendorf an der Bahnstrecke Halle–Halberstadt.

## Söhne des Ortes
- Vollrad von Krosigk (1612–1660), Obristwachtmeister und Mitglied im Größeren Ständeausschuss
- Anton Ludolph von Krosigk (1667–1737), Stammgutsherr und Oberst eines Dragonerregiments